# Сива гребенска ајкула
Сива гребенска ајкула (лат. Carcharhinus amblyrhynchos) (понекад лоше названа amblyrhynchus и amblyrhinchos) је ајкула из породице Carcharhinidae. Једна је од највећих гребенских ајкула у Индо-Пацифику, настањује воде Ускршњег острва и јужне Африке. Ова врста време најчешће проводи у плиткој води у близини коралних гребена. Има округлу њушку и велике очи, а од сличних врста разликује се по белом леђном перају, широкој задњој црној ивици репног пераја и недостатку грбе између леђних пераја.
Већина јединки мања је од 1,9 м. Сива гребенска ајкула брзо плива, окретна је и храни се првенствено кошљорибама и главоношцима. Доста су агресине и то им омогућава да доминирају, упркос умереној величини. Многе сиве гребенске ајкуле имају дом на одређеном подручју гребена, којем се непрестано враћају. Ова врста није територијална већ социјална, а током дана често формирају групе од 20 јединки близу коралних гребена и развадајају се тек увече кад морски пси крену да лове. Одрасле женке такође формирају групе у веома плиткој води, где више температура може убрзати раст њихових плодова. Као и други чланови њихове породице, сива гребенска ајкула је живахна, а женка негује ембрионе преко постељице. Изглегне једно до шест младунаца сваке друге године. Међународна унија за заштиту природе оценила је да ова врста скоро угрожена.

## Таксономија и опис
Холандски ихтиолог Питер Белекер први је описао сиву гребенску ајкулу 1856. године као Carcharias (Prionodon) amblyrhynchos у научном часопису Natuurkundig Tijdschrift voor Nederlandsch-Indië. Касније су ову врсту преместили у род Carcharhinus, на основу студије спроведене на женки сиве гребенске ајкуле дужине 1,5 метра ухваћене у Јаванском мору. У старијим литературама ова врста називала се често C. menisorrah. Већина научника и биолога сматра да је врста C. wheeleri која настањује западне делове Индијског океана иста врста као сива гребенска ајкула. Првобитно се та врста од ње разликовала по белом врху на леђном перају и једном мањем зубу у горњен реду вилице. На основу морфолошких карактера, броја и облика зуба, зоолог Грек 1982. гоидине закључио је да је сива гребенска ајкула највише повезана са врстом C. albimarginatus.
Сива гребенска ајкула има витко усправно тело са дугачком тупом њушком и великим округлим очима. Горња и доња вилица имају по 13 или 14 зуба.  Горњи зуби су троугласти и оштри, док су доњи ужи.  Зуби су доста већи у горњој него у доњој вилици. Ова врста је сива одозго, понеки примерак има бронзани сјај, а доња страна тела јој је бела. Цела задња ивица каудалног пераја има широку црну штрафту. Поједини примерци из Индијског океана имају уски бели руб на првом леђном перају. Време проводе углавном у плиткој води, а дужине су до 1,9 м. Максимална пријављена дужина ове врсте је 2,6 м, а тежина 33,7 килограма.

## Станиште и биологија
Сива гребенска ајкула домаћа је врста у Тихом и Индијском океану.  У индијском океану настањује пределе од Јужне Африке до Индије, укључујући Мадагаскар и оближња оства, Црвено море и Малдиве.  У Тихом океану настањује предео од јужне Кине до северне Аустралије Новом Зеланда, укључујући Тајландски залив, Филипине и Индонезију. О овој врсти постоји велики број извештаја из Тихог океана, вода око Америчке Самое, архипелага Чагос, Ускршњег острва, Кукових Острва, Маркиских Острва, архипелага Туамоту, Кирибатија, Маршалских Острва, Микронезије, Науруа, Нове Каледоније, Маријанских острва, Палауа, Острва Питкерн, Самое, Соломонових Острва, Тувалуа, Хавајских острва и Вануатуа. Ова врста настањује обално плитке воде у дубинама мањим од 60 м. Међутим, знају да буду и на дубинама до 1000 м, често у у близини гребена, а ређе у лагунама. Ова врста се понекада упути неколико километара у отворени океан.
Заједно са црноврхом гребенском ајкулом и врстом Triaenodon obesus, сива гребенска ајкула једна је од три најчешће ајкуле које насељавају Индо-Пафицик. Оне заједно протерују друге врсте ајкула са свог станишта која фаворизују, чак и пред много већим врстама.  У овим областима сива гребенска ајкула настањује плитке воде, док друге две врсте проводе време у дубљим водама.
 У ретким приликама када пливају у океанским водама, сиве гребенске ајкуле често се повезују са врстом Istiophorus platypterus. Сиве гребенске ајкуле су плен за веће врсте попут врсте Carcharhinus albimarginatus.
Сиве гребенске ајкуле се углавном хране кошљорибама и главоношцима као што су лигње или октоподи, а друга најчешћа храна су им ракови и јастози. Старији и крупнији примерци ове врсте хране се главоношцима. На атолу Факарава у Француској Полинезији примећено је око 700 примерака ове врсте, које се окупљају током лова. Они пре тога дуго посматрају свој плен, њихов мирис је изузетно акутан, а у присуству плена оне могу бити агресивне, због чега се могу сукобити и међусобно. Током парења, мужјак сиве гребенске ајкуле угризе женкино тело или пераје, а период гестације код женке креће се од 9 до 14 месеци. Сматра се да се већина порођаја одвија од јула до августа на јужној хемисфери и од марта до јула на северној. Новорођенчад су дугачка од 45 до 60 цм, а јединке сексуално сазревају са око седам година старости, када су дугачки 1,3 до 1,5 односно 1,2 до 1,4 м. Женке на Великом коралном гребену сазревају у доби од 11 година, касније него на другим локацијама и нешто су крупније. Животни век ове врсте је најмање 25 година.
Сива гребенска ајкула активна је у свако доба дана, а врхунац активности је ноћу. У водама Рангироле, групе од око 30 примерака ове врсте проводе дан на релативно малом простору где заједно живе, а ноћу се премештају у плиће воде како би ловили. На Маршалским острвима ова врста има другачије друштвене навике и понашање.
Сиве гребенске ајкуле често су знатижељне, прате рониоце када их виде, али брзо губе интересовање. Опасни по људе могу постати ако се нађу у отвореној води, али не и око гребена. Забележено је неколико напада на људе ове врсте. До 2008. године, Међународна организација која се брине о рибама известила је да је до сада нападнуто седам људи од стране ове врсте, а ниједан напад није био смртоносан.
Иако је широко распрострањена, сивој гребенској ајкули прети истребљење на неким територијама због спорог размножавања, специфичних потреба станишта и риболова. Међународна унија за заштиту природе истакла је да је ова врста под претњом да пређе у категорију угрожености, првенствено због риболова, лови се због меса, а од ње се прави и супа. Друга претња је континуирана деградација коралних гребена од стране људи. Године 1996. објављено је да је сиве гребенске ајкуле 14% мање у односу на период седамдесетих година 20. века, а да се проценат ове врсте на Великом коралном гребену смањио за 97% у истом пероиоду. Данас ове рибе уживају заштиту у многим државама, укључујући Малдиве.